# Разорбек

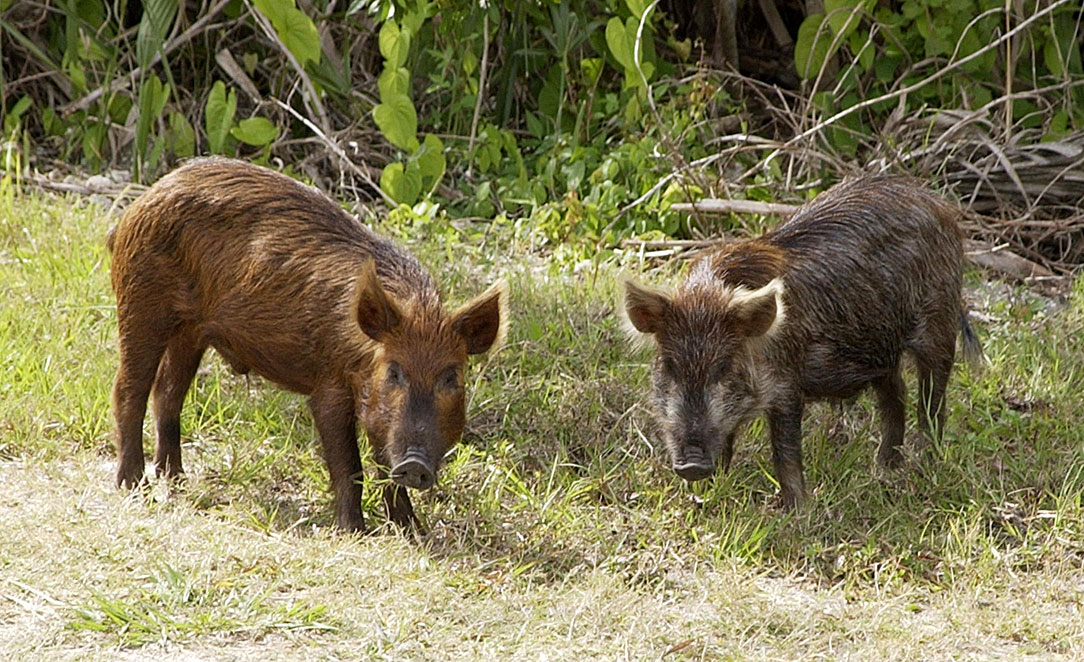
Разорбеки неподалік від Космічного центру імені Кеннеді, Меррітт-Айленд, Флорида, США.

Разорбек — здичавіла свійська свиня (Sus scrofa domestica), ссавець з роду свиня (Sus) родини свиневі (Suidae). У Північній Америці термін використовується також для позначення гібридів диких і домашніх свиней.

## Назва
«Разорбек» — американізм від розмовного слова англ. Razorback, що поширився в усіх мовах, де подібні тварини відомі й описані (наприклад, Німеччина, Іспанія). У Північній Америці цю назву вживають для всіх форм здичавілих або диких свиней. Цей термін поширений також в Австралії для позначення тих самих форм свині.

## Походження
Разорбеки добре відомі в регіонах стихійної інтродукції свиней, у тому числі місцях, де відбувалися втечі тварин з культури або їх утримували у напіввільних умовах, в результаті чого тварини могли втрачати зв'язок з людиною і дичавіти.
Особливо широко відомими ці тварини стали в Австралії та Північній Америці.

## Роль в природі
Разорбеки сформували стійкі популяції у багатьох місцях, де раніше не були відомі представники родини Suidae загалом (наприклад, в Австралії). Як всі чужорідні форми (види за межами своїх природних ареалів), разорбеки несуть загрозу місцевим популяціям багатьох диких видів хребетних тварин.